# Jack Johnson (Eishockeyspieler)
John Joseph Louis „Jack“ Johnson III. (* 13. Januar 1987 in Indianapolis, Indiana) ist ein US-amerikanischer Eishockeyspieler, der seit Juli 2024 erneut bei den Columbus Blue Jackets aus der National Hockey League (NHL) unter Vertrag steht. Mit der Colorado Avalanche gewann der Verteidiger in den Playoffs 2022 den Stanley Cup. Zuvor verbrachte Johnson zwei Spielzeiten bei den Pittsburgh Penguins, bereits sechs Jahre bei den Blue Jackets, fünf Jahre bei den Los Angeles Kings sowie ein Jahr bei den New York Rangers und eine kurze Zeit bei den Chicago Blackhawks, nachdem ihn die Carolina Hurricanes im NHL Entry Draft 2005 an dritter Position ausgewählt hatten. Mit der Nationalmannschaft der USA gewann er bei den Olympischen Winterspielen 2010 die Silbermedaille.

## Karriere

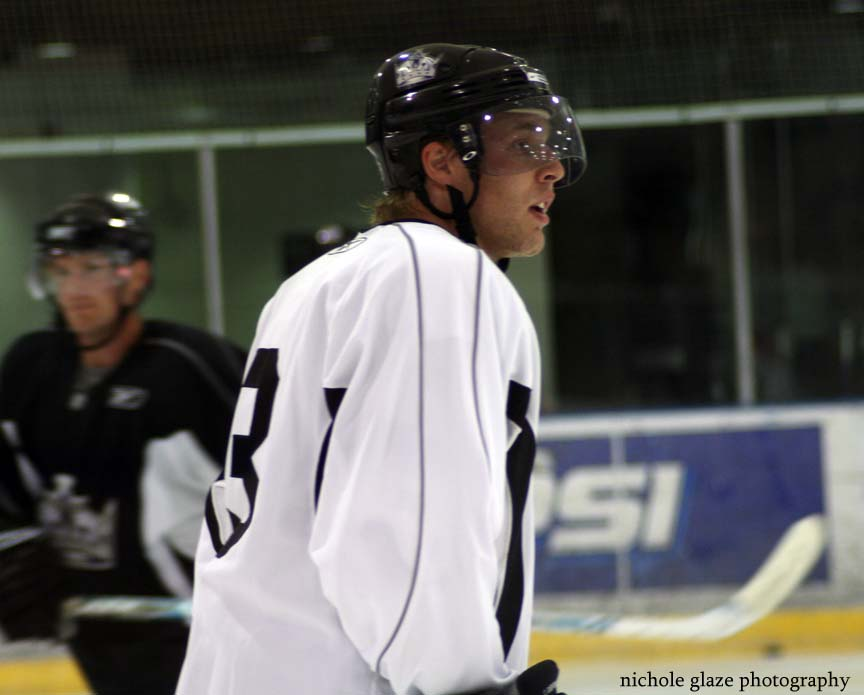
Johnson im Trainingsdress der Los Angeles Kings (2007)

Der 1,85 m große Verteidiger durchlief zunächst das Juniorenförderprogramm des US-amerikanischen Eishockeyverbands USA Hockey. Während seiner Collegezeit stand Johnson im Team der University of Michigan in der CCHA, einer Liga im Spielbetrieb der National Collegiate Athletic Association. In dieser Zeit stellte er mit 149 Strafminuten, 32 Punkten und 16 Toren als Verteidiger drei neue Schul-Saisonrekorde auf, zudem wurde er 2007 zum „CCHA Offensive Defenseman of the Year“ gekürt. Beim NHL Entry Draft 2005 wurde der Linksschütze schließlich als Dritter in der ersten Runde von den Carolina Hurricanes ausgewählt.
Im September 2006 transferierten die Hurricanes die Rechte an Johnson zusammen mit dem Verteidiger Oleg Twerdowski im Tausch gegen Tim Gleason und Éric Bélanger zu den Los Angeles Kings, bei denen Jack Johnson im März einen Vertrag 2007 unterschrieb. Gegen die Vancouver Canucks absolvierte der Abwehrspieler schließlich am 29. September sein erstes NHL-Spiel, seinen ersten Scorerpunkt erzielte er am 10. Oktober, das erste NHL-Tor folgte kurze Zeit später – erneut gegen die Vancouver Canucks.
Im Januar 2011 verlängerte Johnson seinen Vertrag in Los Angeles um weitere sieben Jahre bis zum Saisonende 2017/18. Am 23. Februar 2012 transferierten ihn die Kings gemeinsam mit einem Erstrunden-Wahlrecht im NHL Entry Draft 2012 oder NHL Entry Draft 2013 zu den Columbus Blue Jackets, im Gegenzug wechselte Jeff Carter zu den Los Angeles Kings.
Nach über sechs Jahren in Columbus erhielt Johnson nach der Saison 2017/18 keinen weiterführenden Vertrag von den Blue Jackets, sodass er sich im Juli 2018 als Free Agent im Rahmen eines Fünfjahresvertrags den Pittsburgh Penguins anschloss. Bereits nach zwei Jahren entschlossen sich die Penguins jedoch im Oktober 2020, ihm seine verbleibenden drei Vertragsjahre auszubezahlen (buy-out), sodass er wenige Tage später als Free Agent zu den New York Rangers wechselte. Dort wurde sein Einjahresvertrag im Sommer 2021 nicht verlängert. Über einen Probevertrag im September 2021 erhielt der Defensivspieler einen Monat später einen Einjahresvertrag bei der Colorado Avalanche. In deren Trikot bestritt er im März 2022 sein 1000. Spiel der regulären Saison in der NHL, bevor er mit dem Team in den Playoffs 2022 den Stanley Cup errang. Ebenfalls als Free Agent schloss er sich dann im August 2022 den Chicago Blackhawks an, kehrte jedoch im Februar 2023 im Zuge eines Transfergeschäfts im Tausch für Andreas Englund nach Colorado zurück. Von dort wechselte er im Juli 2024 als Free Agent zurück zu den Columbus Blue Jackets.

## Erfolge und Auszeichnungen
| - 2006 CCHA All-Rookie-Team - 2007 CCHA Offensive Defenseman of the Year - 2007 CCHA First All-Star-Team | - 2007 NCAA West First All-American-Team - 2008 Teilnahme am NHL YoungStars Game - 2022 Stanley-Cup-Gewinn mit der Colorado Avalanche |

### International
| - 2004 Silbermedaille bei der U18-Junioren-Weltmeisterschaft - 2005 Goldmedaille bei der U18-Junioren-Weltmeisterschaft - 2006 All-Star-Team der U20-Junioren-Weltmeisterschaft | - 2007 Bronzemedaille bei der U20-Junioren-Weltmeisterschaft - 2010 Silbermedaille bei den Olympischen Winterspielen |

## Karrierestatistik

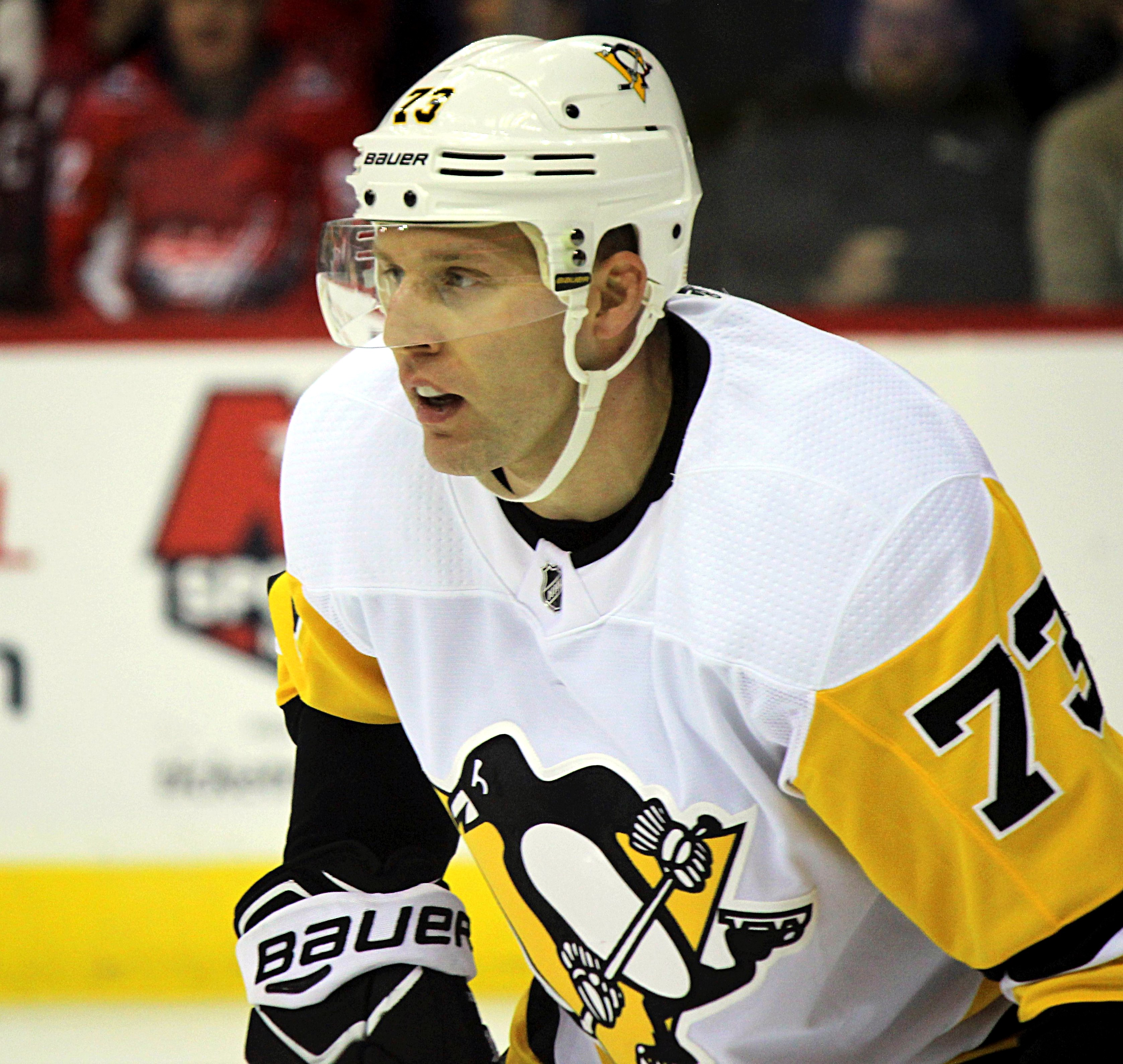
Johnson im Trikot der Pittsburgh Penguins (2018)

Stand: Ende der Saison 2024/25

### International
Vertrat die USA bei:
| - World U-17 Hockey Challenge 2004 - U18-Junioren-Weltmeisterschaft 2004 - U18-Junioren-Weltmeisterschaft 2005 - U20-Junioren-Weltmeisterschaft 2006 - U20-Junioren-Weltmeisterschaft 2007 - Weltmeisterschaft 2007 | - Weltmeisterschaft 2009 - Olympischen Winterspielen 2010 - Weltmeisterschaft 2010 - Weltmeisterschaft 2011 - Weltmeisterschaft 2012 - World Cup of Hockey 2016 |

(Legende zur Spielerstatistik: Sp oder GP = absolvierte Spiele; T oder G = erzielte Tore; V oder A = erzielte Assists; Pkt oder Pts = erzielte Scorerpunkte; SM oder PIM = erhaltene Strafminuten; +/− = Plus/Minus-Bilanz; PP = erzielte Überzahltore; SH = erzielte Unterzahltore; GW = erzielte Siegtore; 1 Play-downs/Relegation; Kursiv: Statistik nicht vollständig)